# Università di Marmara
L'Università di Marmara (in turco: Marmara Üniversitesi) è un'università pubblica di Istanbul, in Turchia. Erol Özvar ha preso il posto di M. Emin Arat come rettore nel 2018.
L'università di Marmara con circa 3000 persone nello staff delle facoltà e una popolazione studentesca di 60000 persone (44661 undergraduate e 7406 graduate) ha varie strutture in tutta la città. È stata una delle istituzioni educative più importante della Turchia da più di un secolo, essendo stata fondata nel 1883. L'università ha rapidamente raggiunto una notorietà internazionale con le attività delle facoltà di ingegneria, Medicina e Odontoiatria dove gli insegnamenti sono effettuati in turco e inglese. La Facoltà di Economia e Scienze dell'amministrazione ha corsi in turco, inglese, francese, arabo e tedesco rendendo questa l'unica università multilinguistica della Turchia. Ci sono circa 1300 studenti stranieri. Il 54% degli studenti è donna. 
L'università ha 12 campus, di cui uno è l'ospedale, situati in tutta l'area urbana di Istanbul:
- Campus Göztepe (Campus principale)
- Campus Haydarpaşa
- Campus Anadolu Hisarı
- Campus Acıbadem
- Campus Nişantaşı
- Campus Bağlarbaşı
- Campus Bahçelievler
- Campus Kartal
- Campus Beyazıt
- Campus Tarabya
- Campus Ospedale dell'Università di Marmara
- Campus Sultanahmet

## Facoltà
- Facoltà Atatürk di Scienze dell'Educazione
- Facoltà di Odontoiatria
- Facoltà di Farmacia
- Facoltà di Arti e scienze
- Facoltà di Belle arti
- Facoltà di Legge
- Facoltà di Economia e Scienze dell'amministrazione
- Facoltà di Teologia
- Facoltà di Comunicazione
- Facoltà di Ingegneria
- Facoltà di Educazione tecnica
- Facoltà di Medicina
- Facoltà di Scienze della salute